# Golfo della Luga
Il golfo della Luga (in russo Лужская губа?, Lužskaja guba) è un'insenatura della costa meridionale del golfo di Finlandia, nel mar Baltico. Il golfo, che si trova nel territorio dell'oblast' di Leningrado, prende il nome dal fiume Luga che sfocia nella parte meridionale bagnando il porto di Ust'-Luga. 

## Geografia
Il golfo della Luga è largo 15 km e si protende nel continente per 20 km. È situato tra il golfo della Narva e il golfo di Koporie; è delimitato ad ovest dalla penisola Kurgal'skij (Кургальский полуостров) e ad est da capo Kolganpja (мыс Колганпя) sulla penisola Sojkinskij (Сойкинский полуостров). 